# Tiffany Hopkins
Tiffany Hopkins (ur. 28 czerwca 1981 w Rouen) – francuska aktorka, występująca w filmach pornograficznych. 

## Życiorys

### Wczesne lata
Urodziła się w Rouen. Wychowywała się w Mont-Saint-Aignan. Gdy miała 19 lat rozpoczęła studia na wydziale handlu, ale nie była zmotywowana do kontynuowania nauki na tym kierunku. 

### Kariera
Na przyjęciu w klubie nocnym poznała aktorkę porno Anastasię, z którą szybko się zaprzyjaźniła. Pewnego dnia Anastasia skontaktowała się z Tiffany, ponieważ reżyser Max Bellochio szukał nowej aktorki. W 2001 roku, w wieku 20 lat Tiffany wzięła udział w pierwszej scenie seksu z francuskim aktorem porno Philippe Deanem. Pojawiała się w amatorskich produkcjach, zanim została zaangażowana przez profesjonalistów, takich jak Marc Dorcel, Christoph Clark, Rocco Siffredi, Erik Everhard, Nacho Vidal, Toni Ribas, Mick Blue czy Manuel Ferrara.
W 2003 na Międzynarodowym Festiwalu Erotyki w Brukseli (Festival international de l'érotisme de Bruxelles) została wybrana „Najlepszą gwiazdką”, a jej zdjęcia opublikowano w magazynie „Hot Vidéo”. 
W 2004 roku wraz z Clarą Morgane i Estelle Desanges gościła w programie telewizyjnym Porno Star Académie 2, gdzie była jedną z trzech francuskich trenerek, które zostały poproszone o ocenę uczestniczek, które chciały zostać gwiazdą.

## Nagrody i nominacje
| Rok  | Nagroda               | Kategoria                      | Film                | Rezultat  |
| ---- | --------------------- | ------------------------------ | ------------------- | --------- |
| 2003 | X Awards de Bruxelles | Najlepsza gwiazdka             | -                   | Wygrana   |
| 2004 | European-X-Award      | Najlepsza aktorka drugoplanowa | -                   | Nominacja |
| 2006 | Ninfa                 | Najlepsza aktorka drugoplanowa | La Brigada Femenina | Nominacja |
| 2006 | X Awards de Bruxelles | Grand Prix Jury                | -                   | Wygrana   |
| 2007 | AVN Award             | Najlepsza aktorka zagraniczna  | -                   | Nominacja |